# Sarnakunk
Sarnakunk ou Sarnakunq (en arménien Սառնակունք) est une communauté rurale du marz de Syunik en Arménie. En 2011, elle compte 480 habitants.

## Géographie

### Situation
Sarnakunk est située à 22 km de Sisian et à 120 km de Kapan, la capitale régionale.

### Topographie
L'altitude moyenne de Sarnakunk est de 2 170 m.

### Territoire
La communauté couvre 12 051 hectares, dont :
- 11 649 ha de terrains agricoles ;
- 24 ha de terrains industriels ;
- 45 ha alloués aux infrastructures énergétiques, de transport, de communication, etc. ;
- 76 ha d'aires protégées ;
- 32 ha d'eau[3].

## Politique
Le maire (ou plus correctement le chef de la communauté) de Sarnakunk est depuis 2005 Manuchar Mkrtchyan, membre du Parti républicain d'Arménie.
| Début | Fin      | Nom                | Parti                       |
| ----- | -------- | ------------------ | --------------------------- |
| 2005  | 2008     | Manuchar Mkrtchyan | Parti républicain d'Arménie |
| 2008  | 2012     | Manuchar Mkrtchyan | Parti républicain d'Arménie |
| 2012  | En cours | Manuchar Mkrtchyan | Parti républicain d'Arménie |

## Économie
L'économie de la communauté repose principalement sur l'agriculture.

## Démographie
| 2001 | 2008 | 2011 |
| ---- | ---- | ---- |
| 514  | 545  | 480  |